# 下沃勒斯巴赫
下沃勒斯巴赫是德国莱茵兰-普法尔茨州的一个市镇。总面积9.35平方公里，总人口912人，其中男性424人，女性488人（2011年12月31日），人口密度98人/平方公里。